# Saint-Connan
Saint-Connan is een gemeente in het Franse departement Côtes-d'Armor (regio Bretagne) en telt 301 inwoners (2004). De plaats maakt deel uit van het arrondissement Guingamp.

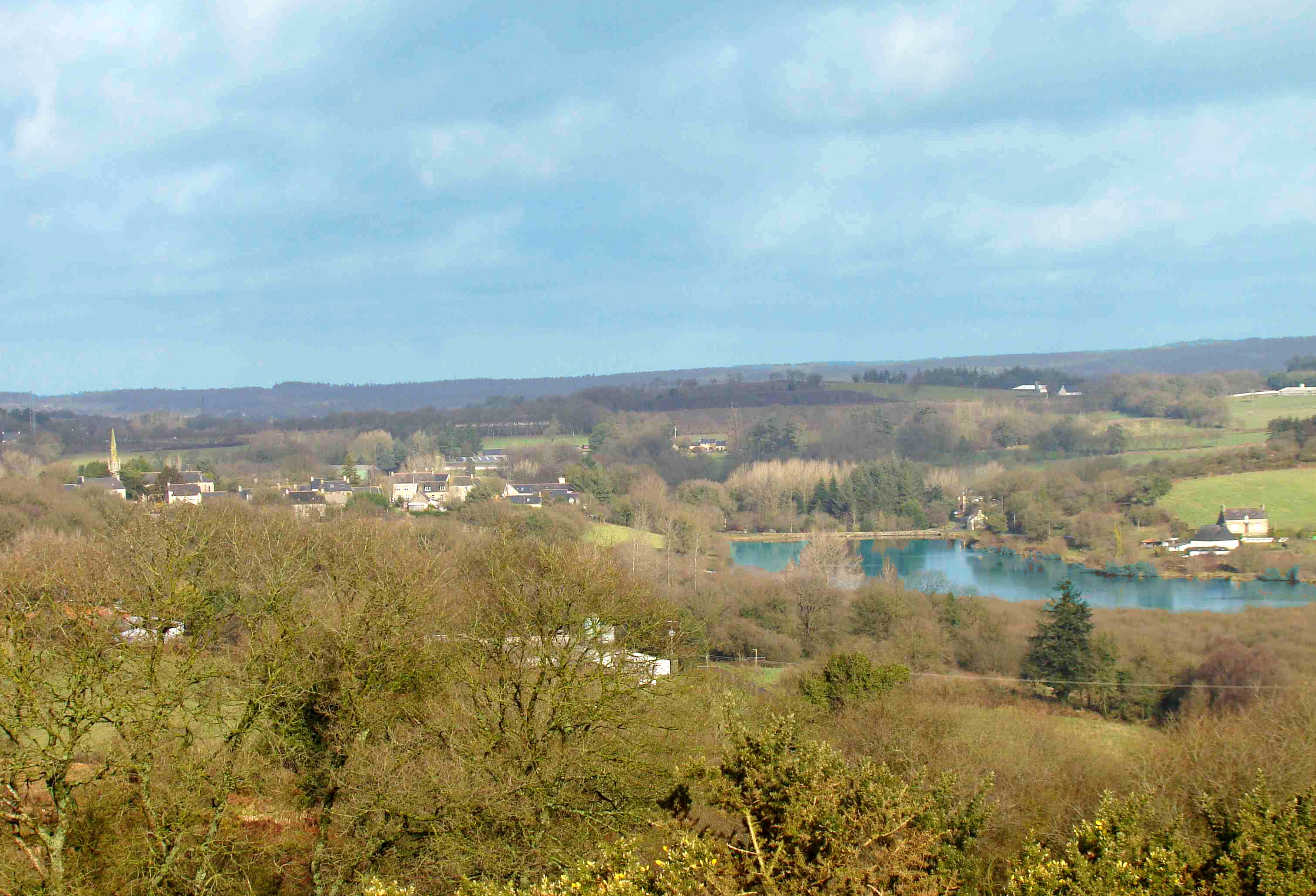
Saint-Connan
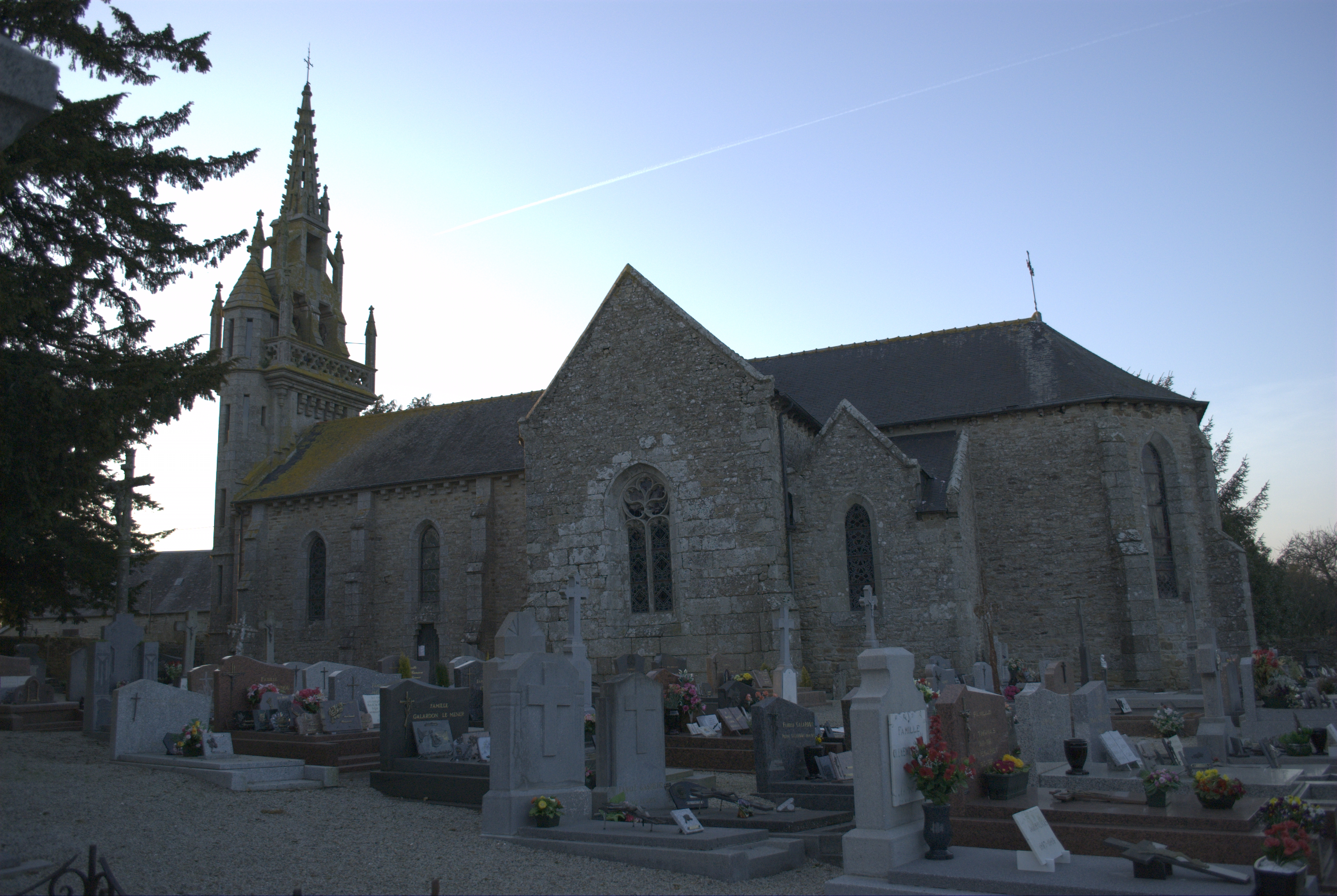
Kerk van Saint-Connan
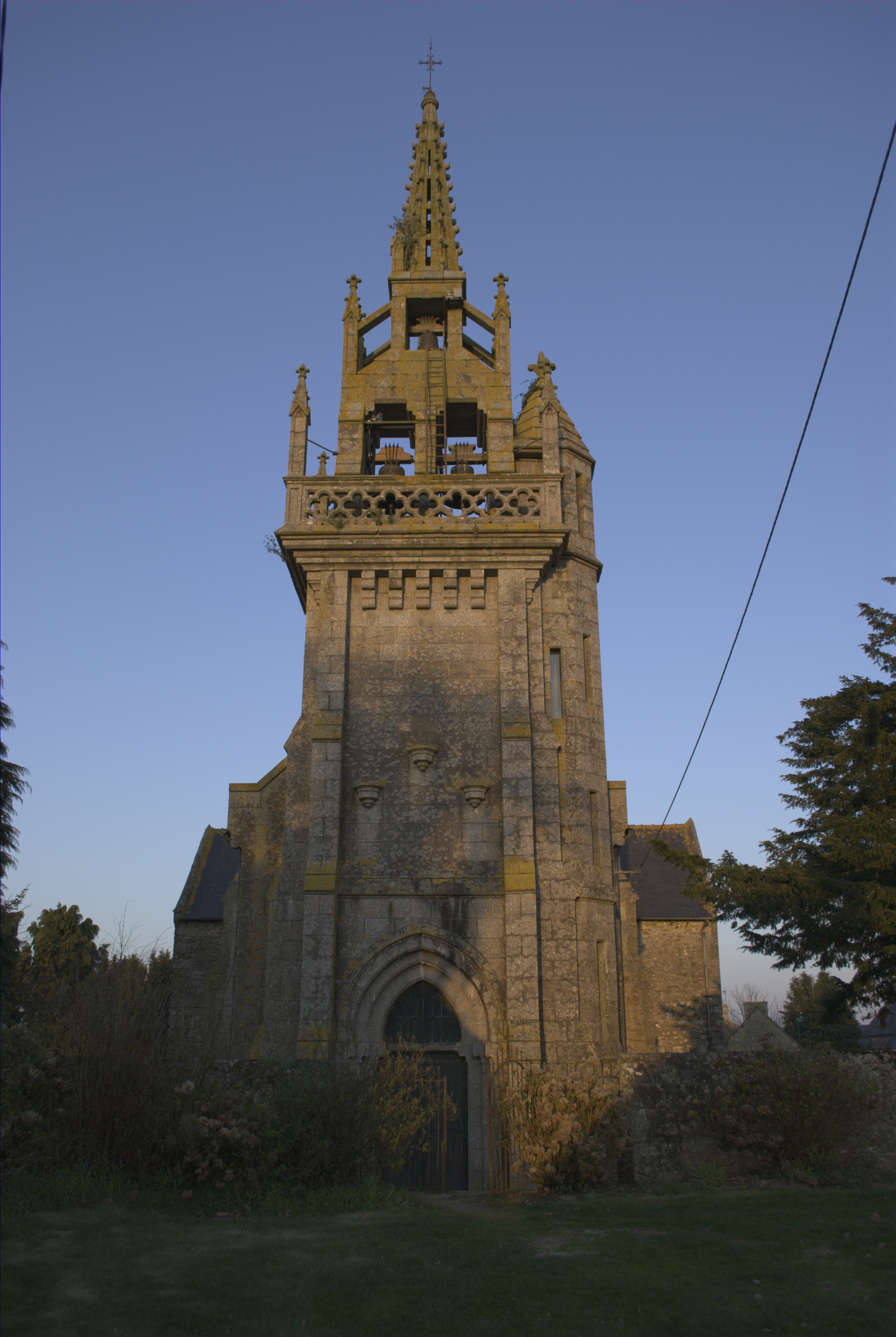
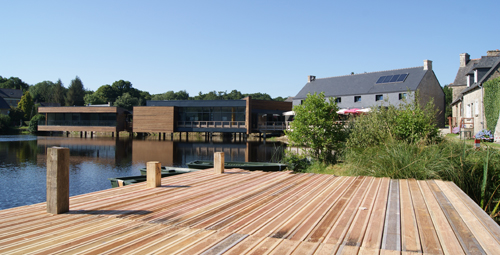
Museum van Saint-Connan

## Geografie
De oppervlakte van Saint-Connan bedraagt 13,8 km², de bevolkingsdichtheid is 21,8 inwoners per km².
De onderstaande kaart toont de ligging van Saint-Connan met de belangrijkste infrastructuur en aangrenzende gemeenten.

## Demografie
Onderstaande figuur toont het verloop van het inwonertal (bron: INSEE-tellingen).

1. ↑  Populations de référence 2022.